# Suhma
Suhma, de vegades apareix com Suhmi o Suhme, fou un regne a la regió d'Erzincan que va pertànyer a Urartu el segle VIII aC. A les fonts armènies apareix com a Balahovit o Balabitene. El 857 aC Salmanassar III va assolar la regió d'Anzitene a la regió de Kharpurt i d'allí va entrar a l'Alzi a l'altre costat del riu Tigris superior, i seguint el curs de l'Arsànies va travessar Suhma o Suhmi (és a dir el futur país de "Balabitene") on va conquerir la fortalesa de Vashtal, va assolar i cremar tot el país i va fer presoner al seu rei Sua. D'allí va anar a Dayaeni.
La capital fou Arsamòsata i la principal fortalesa Balu, possible origen del nom "Balabitene". Era al sud de la Khorzene i a l'est de l'Anzitene. A la partició d'Armènia vers el 390 va quedar sota influència romana.